# Andrea Borruso
Andrea Borruso (Milano, 9 maggio 1936 – Milano, 28 settembre 2018) è stato un politico italiano.